# نشان پاکستان
نشان پاکستان (انگلیسی: Order of Pakistan) والاترین جایزه مدنی پاکستان است که توسط رئیس‌جمهور آن کشور به کسانی که بهترین خدمت را برای پاکستان، جامعه بین‌المللی و روابط خارجی انجام داده باشند، داده می‌شود. براساس همین مبنا، این نشان می‌تواند به غیر پاکستانی‌ها نیز تعلق گیرد. اهدا این جایزه برای اولین بار به‌صورت رسمی در ۱۹ مارس ۱۹۵۷ داده شد. نامزدان نشان پاکستان، مانند سایر جوایز غیرنظامی، هر سال در ۱۴ اوت اعلام می‌شود و در ۲۳ مارس به نامزد آن اهدا می‌شود.